# بن چیفلی
بن چیفلی (۲۲ سپتامبر ۱۸۸۵–۱۳ ژوئن ۱۹۵۱) سیاستمدار استرالیایی و شانزدهمین نخست وزیر استرالیا از ۱۳ژوئیه ۱۹۴۵ تا ۱۹ دسامبر ۱۹۴۹ بود.